# 도모토 히로토
도모토 히로토(일본어: 道本 大飛, 1998년 12월 6일~)는 일본의 축구 선수이다.

## 구단 경력
그는 2022년 YSCC 요코하마 2nd에 입단했다. 2023년 J3리그의 YSCC 요코하마로 승격했다. 2024년까지 37경기에 출전하여, 3득점을 넣었다. 2024년 8월 이와테 그루자 모리오카로 이적했다.